# Friedensstadt
Friedensstadt /=grad mira, na njemačkom/, nekadašnje indijansko selo u okrugu Beaver u Pennsylvaniji, vjerojatno kod današnjeg Darlingtona. Naselili su ga u svibnju 1770. Moravski Delavarci iz Friedenshuettena. Već tri godine poslije, (1773), preseljeni su i odatle u Gnadenhuetten i Schoenbrunn na Muskingumu.